# 月野もも
月野 もも（つきの もも、1997年8月19日 - ）は、日本のタレント、グラビアモデル、コスプレイヤー、プロゲーマー。千葉県出身。

## 略歴
2020年ごろまではゼロイチファミリアに所属。以降はフリーランスで活動。
2020年に放送されたイエローハットのTVCMで注目を集め、2023年の東京オートサロンでは「RE雨宮」でコンパニオンデビューを果たした。
2022年2月からは、プロゲーミングチーム「Crest Gaming」のストリーマーとして活動（厳密には女性部門「Crest Gaming Iris」所属）。
2024年はグラビアに力を入れる年として、同年1月に1stイメージビデオ『Artemis』（アルテミス）を発売、4月に1st写真集『FULLMOON』を発売した。

## 人物
- 数々の雑誌グラビアに掲載。
- 趣味は漫画を読む事・ゲームをする事。特技はゲームをする事・柔道・絵を描く事。
- 神奈川県警察本部犯罪抑止対策室に4コマ漫画「ソシャゲ子ちゃん[8]」を連載している。
- ウサギの「ルビー」を飼っている。
- 好きな食べ物・飲み物は、おしんこ、ミルミル。
- 2021年頃から、テキサス・ホールデムに興味関心を持っており、Youtubeのポーカー企画や試合に出演を果たしている。
- 2022年3月20に開かれたCosket -コスケット- Vol.4では、自身2作目となるフォトブック「もも100％」の販売を行った。通販による販売は、現時点では未定とされている。
- 端正な顔立ちとスレンダーな体から「輝きを放つ美貌」とも称される[9]。

## 作品

### イメージビデオ
- Artemis（2024年1月20日、ラインコミュニケーションズ）[10][11]

### 写真集
- FULLMOON（2024年4月2日、ワニブックス、撮影：唐木貴央）[12][13]

## 出演

### テレビ
- 初代女子戦隊集結 荒野行動女子部（2019年5月19日 - 8月25日、BSフジ）
- 全力坂（2019年10月2日・17日・22日、テレビ朝日）
- 荒野女子部 Season2 〜ただいま交戦中〜（2020年2月8日 - 8月8日、BSフジ）[14]
- 麻雀最極決定戦！サバイバルバトル極雀 season47（2024年11月22日、フジテレビONE）- 極雀ガール[15]
- 鎧美女 #111（2024年11月27日〈26日深夜〉、フジテレビONE）- 甲冑：黒田官兵衛[16]

### 配信
- 偏愛リアリティショー フェチ恋 スーツ編（2019年8月18日、AbemaTV）
- タミヤミニ四駆「スーパーグレート超速グランプリ」決勝トーナメント（2020年7月12日、YouTube）
- SELeCT「木曜だからゲッチャ」（2020年8月27日、YouTube）
- VRゲーム喫茶「Xsta」〜アイドルと遊ぼう〜（2020年9月19日）

### 雑誌
- 週刊ヤングジャンプ増刊 ヤングジャンプGOLD（2018年11月29日、集英社）
- 週刊プレイボーイ（2019年2月18日、集英社）[17]
- 週刊ヤングジャンプ（2019年8月8日、集英社）[18]
- ヤングアニマル（2019年8月9日、白泉社）[19]
- ビッグコミックスピリッツ（2019年8月19日、小学館）
- 月刊エンタメ（2019年11月30日、徳間書店）[20]
- GIRLS-PEDIA 2020 SUMMER（2020年8月31日、KADOKAWA）
- ゼロイチファミリア×スピリッツ40周年メモリアルブック（2020年11月19日、小学館）
- ヤングドラゴンエイジ（2020年12月22日、KADOKAWA）[21]
- B.L.T.（2021年1月22日、東京ニュース通信社）
- NS MAGAZINE 2021 JULY（2021年6月30日、グラフィ） - 表紙

### フリーペーパー
- YellowHat Avenue（2021年7月12日） - 表紙[22]
- YellowHat Avenue（2021年10月18日） - 表紙[23]

### フォトブック
- Ever Mint（2020年12月10日）[24]
- もも100%（2022年3月20日、Cosket -コスケット- Vol.4にて販売）

### ファンブック
- SPECIAL FAN BOOK 月野もも（2022年6月25日、トランスワールドジャパン）[25]

### 舞台
- 劇団コノエノ！特別公演「MONEY MONEY MONEY！」（2019年11月6日 - 10日）

### その他
- ヤンマガweb「月野ももが水着でサバゲー」（2020年9月1日）[26]
- 「NSR YOKOHAMA AUTOSHOW 2021 – 横浜赤レンガ」（2021年6月6日） - ゲストMC出演
- 週末グラビア 月野もも×猿山秀人 2.5次元美女図鑑100（2021年8月20日）[27]
- ニコニコ超会議2025「BREAKERS : UNLOCK THE WORLDブース」 - シオンのコスプレ（2025年4月26日・27日、幕張メッセ）[28][29]
- NTTドコモ Presents Lemino Boxing（2025年5月28日） - ラウンドガール（共演：小湊美月、夏川いづみ）[30]